# Кривое Озеро (Татарстан)
Кривое Озеро (тат. Кәкре Атау) — село в Нурлатском районе Татарстана. Входит в состав Гайтанкинского сельского поселения.

## Этимология
Топоним произошёл от татарского слова «кәкре» (кривой) и гидрографического термина «атау» (остров в дельте реки).

## География
Находится в 1,5 км от реки Большой Черемшан, 23 км к северо-западу от города Нурлата.

## История
Известно с 1782 года. До 1860-х годов жители относились к сословию государственных крестьян. Занимались земледелием, разведением скота, столярным, токарным, паркетным и обувным промыслами, шили рукавицы. 
В «Списке населенных мест по сведениям 1859 года», изданном в 1866 году, населённый пункт упомянут как казённая деревня Абдрахманово (Кривое Озеро, Русское Озеро) 2-го стана Чистопольского уезда Казанской губернии. Располагалась при озере Кривом, по правую сторону торговой дороги из Чистополя в Самару, в 105 верстах от уездного города Чистополя и в 52 верстах от становой квартиры в казённом пригороде Билярске (Буляре). В деревне в 97 дворах жили 550 человек (274 мужчины и 276 женщин). Была мечеть.
По сведениям переписи 1897 года, в деревне Кривое Озеро (Абдурахманово, Русское) Чистопольского уезда Казанской губернии жили 1016 человек (493 мужчины и 523 женщины), все мусульмане.
В начале XX века здесь действовали мечеть (построена в 1889—90 гг.; памятник архитектуры), медресе, 2 ветряные мельницы, крупообдирка, 2 мелочные лавки. В этот период земельный надел сельской общины составлял 1121 десятину. До 1920 года село входило в Егоркинскую волость Чистопольского уезда Казанской губернии. С 1920 года в составе Чистопольского кантона ТАССР. С 10.08.1930 в Октябрьском (с 10.12.1997 — Нурлатский) районе.

## Население
| 1782 | 1859 | 1897 | 1908 | 1920 | 1926 | 1938 | 1949 | 1958 | 1970 | 1979 | 1989 | 2002 | 2010 | 2022 |
| ---- | ---- | ---- | ---- | ---- | ---- | ---- | ---- | ---- | ---- | ---- | ---- | ---- | ---- | ---- |
| 45   | 550  | 1016 | 1110 | 1303 | 689  | 665  | 710  | 687  | 880  | 607  | 558  | 524  | 497  | 398  |

Национальный состав села — татары.

## Экономика
Полеводство, скотоводство.

## Инфраструктура
В селе действуют фельдшерско-акушерский пункт, школа, дом культуры, библиотека.

## Религия
Мечеть  в селе Кривое Озеро  построена 1889—1890 годах, является памятником архитектуры и градостроительства регионального значения.